# 宮城理子
宮城 理子（みやぎ りこ、7月23日 - ）は、日本の漫画家。東京都出身。血液型A型。

## 作品リスト
全て集英社、マーガレットコミックスから刊行されている。
- イートンより愛をこめて
  - ニュー・キネマ・パラダイス
- 月の生まれる森（全2巻）
- REIKO-超少女伝説-（映画のコミカライズ、全1巻）
- ROOの王国（全7巻）
- 鬼が咲く（全3巻）
- 花になれっ!（全16巻、集英社文庫コミック版：全9巻）
- ラブ♥モンスター（全12巻）
- メイちゃんの執事（2006年 - 2012年、全20巻）
- ミカド☆ボーイ（2013年 - 2014年、全4巻）
- メイちゃんの執事DX（『マーガレット』2014年19号[2] - 2023年13号[3]、全20巻）
- 真夜中の執事たち −メイちゃんの執事 side B−（2019年 - 2020年、全3巻）

### 読み切り
- ねこたんたん〜猫探譚〜（『マーガレット』2023年22号[4]、2023年23号[5]） - 前後編[4]

### アンソロジー
- FIRST LOVE,KISS,xxx[6]（2011年1月25日発売[7]、集英社、マーガレットコミックス、ISBN 978-4-08-846614-9）
  - 帰宅部 小林の恋（『マーガレット』2005年4号）